# Alejo Medina
Alejo Domingo Medina (Rosario, 3 de febrero de 1941) es un exfutbolista argentino. Se desempeñó como delantero y se inició en Rosario Central.

## Carrera
Tuvo sus primeros partidos durante el Campeonato de 1960; se mantuvo en el canalla hasta 1964, sin lograr mayor continuidad, habiendo jugado 26 partidos y convertido 10 goles.  El más importante de ellos fue el convertido en el clásico rosarino el 26 de abril de 1964, que finalizó con victoria centralista 4-0 como visitante; Medina marcó el tercero al minuto 60.
Pasó a Colón en 1965, en busca de mayores oportunidades de juego. Convirtió 23 goles en el Campeonato de Primera B 1965, siendo fundamental para lograr el título y el ascenso a Primera División por primera vez en la historia del cuadro sabalero.
Continuó por All Boys, Huracán, nuevamente Colón, Junior de Barranquilla, Estudiantes de Olavarría, Deportivo Maipú y San Martín de San Juan.
El último club que militó antes de su retiro fue el Club Studebaker de Villa Cañás, en el que arribó en 1975 obteniendo el campeonato de la Liga Venadense en 1976, la primera estrella en ese entonces para dicha institución.

## Clubes
| Club                    | País      | Año       |
| ----------------------- | --------- | --------- |
| Rosario Central         | Argentina | 1960-1964 |
| Colón                   | Argentina | 1965      |
| All Boys                | Argentina | 1966      |
| Huracán                 | Argentina | 1967      |
| Colón                   | Argentina | 1968      |
| Junior                  | Colombia  | 1969      |
| Estudiantes (Olavarría) | Argentina | 1970      |
| Deportivo Maipú         | Argentina | 1972      |
| San Martín (San Juan)   | Argentina | 1974      |
| Club Studebaker         | Argentina | 1975-1976 |

## Palmarés
| Equipo          | País      | Título                 | Año  |
| --------------- | --------- | ---------------------- | ---- |
| Colón           | Argentina | Primera B              | 1965 |
| Club Studebaker | Argentina | Liga Venadense Primera | 1976 |